# Natação nos Jogos Olímpicos de Verão da Juventude de 2014 - 100 m mariposa Moças
As provas de natação' dos' 100 m mariposa de moças nos Jogos Olímpicos de Verão da Juventude de 2014 decorreram a 21 e 22 de Agosto de 2014 no natatório do Centro Olímpico de Desportos de Nanquim em Nanquim, China. A final teve a húngara Liliana Szilagyi a conquistar o Ouro, e Zhang Yufei da China ganhou a Prata, e a australiana Brianna Throssel foi Bronze .

## Medalhistas
| Ouro   | HUN Liliana Szilagyi |
| Prata  | CHN Zhang Yufei      |
| Bronze | AUS Brianna Throssel |

## Resultados da final
| Pos.              | Linha | Nadador                | Tempo total | Diferença |
| ----------------- | ----- | ---------------------- | ----------- | --------- |
| Medalha de ouro   | 4     | HUN Liliana Szilagyi   | 57.67       |           |
| Medalha de prata  | 5     | CHN Yufei Zhang        | 57.95       | +0.28     |
| Medalha de bronze | 3     | AUS Brianna Throssel   | 59.12       | +1.45     |
| 4                 | 2     | ITA Claudia Tarzia     | 59.38       | +1.71     |
| 5                 | 6     | KOR Jinyoung Park      | 59.94       | +2.27     |
| 6                 | 1     | CZE Lucie Svecena      | 1:00.18     | +2.51     |
| 7                 | 8     | NOR Elise Naess Olsen  | 1:00.23     | +2.56     |
| 8                 | 7     | GBR Charlotte Atkinson | 1:00.61     | +2.94     |